# 서커스 (바스)

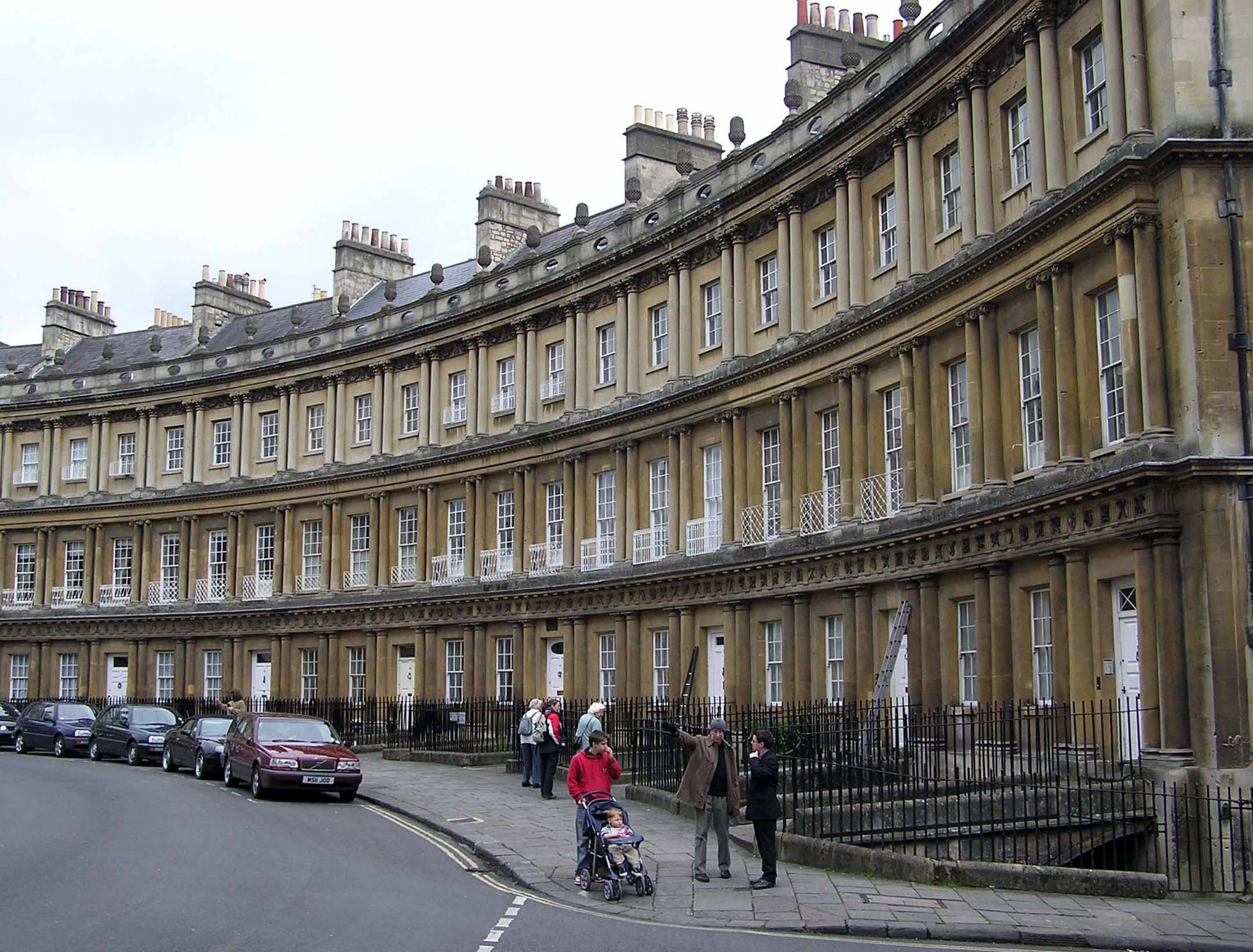
서커스

서커스(영어: Circus)는 잉글랜드 서머싯주 바스에 있는 원형 모양으로 생긴 타운하우스이다. 건축가 존 우드가 설계한 것으로, 건축은 1754년에 시작되어 1768년에 완공되었다. 조지 시대 건축물의 좋은 예로 평가되고 있으며, I 등급 건물 목록으로 지정되었다.